# Гвардейцы кардинала
Гвардейцы кардинала (фр. Gardes du cardinal) — личная гвардия кардинала Ришельё, известная главным образом благодаря роману Дюма «Три мушкетёра», в котором гвардейцы кардинала являются заклятыми противниками королевских мушкетёров.

## История
Во Франции того времени отряды личных гвардейцев имел не только король, но и члены королевской семьи, принцы крови. В частности, родной брат кардинала, Анри де Ришельё, был в своё время убит на дуэли капитаном гвардейцев королевы-матери Марии Медичи де Темином.
В 1629 году, когда стало известно о подготовке очередного, уже третьего по счёту, покушения на Ришельё, подобный отряд появился и у самого кардинала. Король Людовик XIII выделил для него 50 конных аркебузиров, к которым сам кардинал добавил ещё 30 гвардейцев. Вооружённые охранники сопровождали своего хозяина повсюду, и только являясь в Лувр, Ришельё оставлял их за воротами дворца. В каждой резиденции Ришельё имелась отдельная комната для капитана гвардейцев.
К 1634 году отряд кардинала увеличился до 320 человек: 120 человек в роте лёгкой кавалерии, 100 человек в роте жандармов и 100 пехотинцев-мушкетёров. К 1642 году за счёт набора 100 дополнительных мушкетёров общее количество возросло до 420, в это же время рота мушкетёров короля состояла из 150 человек. Собственно «гвардейцами кардинала» было принято называть только конную роту. Её личный состав набирался из надёжных людей, имевших рекомендации хороших знакомых Ришельё. Кандидат должен был быть не моложе 25 лет, и иметь не менее трёх лет службы в армии. В отличие от королевских мушкетёров, в основном уроженцев Гаскони и Беарна, офицеры кардинала были по большей части бретонцами. Униформа гвардейцев состояла из красного плаща-пелерины, широкополой шляпы с белым султаном и сапог. Плащ сшивался из четырёх клиньев, его можно было носить нараспашку или застёгивать на пуговицы, спереди и сзади изображался белый греческий крест. Эти отличительные плащи появились у гвардейцев раньше голубых плащей мушкетёров. Жалованье гвардейцам Ришельё выплачивал из собственных средств, оно было весьма значительным и платилось регулярно, чем выгодно отличалось от скудной и нередко задерживаемой платы мушкетёрам.
Описанное Дюма соперничество королевских мушкетёров и гвардейцев кардинала действительно имело место, при этом симпатии общества были на стороне мушкетёров, имевших репутацию храбрецов, участвовавших во всех войнах того времени, тогда как гвардейцы кардинала воспринимались скорее как паркетные «солдаты из передней» с туго набитыми кошельками. Тем не менее, когда Ришельё использовал своих людей на полях сражений (что иногда случалось), гвардейцы проявляли себя вполне достойно.
Преемник Ришельё на посту первого министра, кардинал Мазарини, также организовал в 1650 году роту мушкетёров для своей охраны. Командиром был назначен бывший представитель распущенных на тот момент королевских мушкетёров, гасконец и друг исторического д’Артаньяна, Франсуа де Бемо (и Бемо, и д’Артаньян после роспуска мушкетёров в 1646 году состояли на личной службе у Мазарини). Подобно гвардейцам Ришельё, гвардейцы Мазарини носили алые куртки. В 1660 году, незадолго до своей смерти, Мазарини передал свой отряд королю Людовику XIV, на службе которого они образовали вторую роту мушкетёров, дополнив воссозданную в 1657 году первую роту.